# General Cup
Der General Cup (früher General Cup International) war ein, vom General Snooker Club Hongkong ausgetragenes Snooker-Einladungsturnier. Vor 2013 wurden neben professionellen Spielern auch fernöstliche Amateure eingeladen. Im Jahr 2013 wurden nur noch Profis eingeladen. 2014 gab es zusätzlich zu den acht Profis noch einen Wildcardspieler. 2015 wurde das Turnier zum letzten Mal ausgetragen.

## Sieger
| Jahr                      | Austragungsort                | Sieger                    | Ergebnis                  | Finalist                  |
| General Cup International | General Cup International     | General Cup International | General Cup International | General Cup International |
| ------------------------- | ----------------------------- | ------------------------- | ------------------------- | ------------------------- |
| 2004                      | Hongkong General Snooker Club | Issara Kachaiwong         | 6:3                       | Dominic Dale              |
| 2009                      | Hongkong General Snooker Club | Ricky Walden              | 6:2                       | Liang Wenbo               |
| 2011                      | Hongkong General Snooker Club | Stephen Lee               | 7:6                       | Ricky Walden              |
| General Cup               |                               |                           |                           |                           |
| 2012                      | Hongkong General Snooker Club | Neil Robertson            | 7:6                       | Ricky Walden              |
| 2013                      | Hongkong General Snooker Club | Mark Davis                | 7:2                       | Neil Robertson            |
| 2014                      | Hongkong General Snooker Club | Allister Carter           | 7:6                       | Shaun Murphy              |
| 2015                      | Hongkong General Snooker Club | Marco Fu                  | 7:3                       | Mark Williams             |